# 伊豆大島近海の地震
伊豆大島近海の地震（いずおおしまきんかいのじしん）は、1978年（昭和53年）1月14日12時24分39秒、伊豆大島西岸沖（北緯34度46分、東経139度15分）深さ約15kmを震源として発生したマグニチュード7.0（Mw6.6 - 6.8）の直下型地震である。
気象庁はこの地震を「1978年伊豆大島近海の地震」と命名した。「伊豆大島近海地震」と呼ばれることもある。

## 概要
伊豆大島と神奈川県横浜市で震度5を観測したが、震源域が陸におよんでいたため、静岡県賀茂郡東伊豆町では、震度6相当の揺れに襲われた。被害は伊豆大島よりも伊豆半島東部に集中。崖崩れなどにより、多数の死者を出した。また、天城湯ヶ島町では持越鉱山の鉱滓ダムが決壊、猛毒のシアン化ナトリウム（青酸ソーダ）が狩野川を経て駿河湾へと流れ込み、魚貝類に多大な被害を与えた。

## 地震像
この地震は多重震源地震で、本震の約6秒前の小破壊（伊豆大島と伊豆半島の中間付近の海底）から西に進行し、陸地では西北西に進行し本震（主破壊）となる第2震が発生した。第2震の位置は、伊豆半島内陸部の稲取岬西方3-4km付近とする解析結果がある。この主破壊を生じた稲取付近には地表断層が出現した。断層の走方向は西北西であった。この地震の震源断層は後に稲取断層と命名された。

## 被害
前日の1月13日から顕著な前震活動が発生していたため、昼時の地震であったが住民の防災意識が高まっており火災の発生は1件のみであった。
|              | 死者・負傷者数 | 死者・負傷者数 | 死者・負傷者数 | 住宅被害棟数 | 住宅被害棟数 | 住宅被害棟数 | 住宅被害棟数 | その他 | その他 |
| 地域（署別） | 死亡※          | 行方不明       | 負傷※          | 全壊         | 半壊         | 一部損壊     | 火災         | 道路   | 山崩れ |
| 下田         | 18             | 2              | 127            | 82           | 476          | 2846         | 1            | 456    | 89     |
| 大仁         | 5              |                | 8              |              |              | 200          |              | 36     | 19     |
| 伊東         |                |                | 2              | 1            | 3            | 118          |              | 4      | 2      |
| 松崎         |                |                | 2              | 6            | 35           |              | 576          | 47     | 114    |
| 伊豆大島     |                |                |                |              | 50           | 3            |              | 5      | 16     |
| 合計         | 23             | 2              | 139            | 89           | 554          | 3167         | 577          | 548    | 240    |

※注記 後の資料では、死者 25名、負傷者 211名とされている。
東伊豆町は、負傷者、全壊・半壊家屋、地滑り・崖崩れ件数、道路損壊など、ほとんどの項目で最多を記録した。負傷者109名、全壊56戸、半壊460戸で、いずれも全体の半数以上を占めている。また、町内の熱川温泉ではホテルの従業員寮（鉄筋コンクリート3階建て）が倒壊して死者も生じた。これに河津町、天城湯ヶ島町（現・伊豆市）の被害数を合計すると総被害の大半を占める。対して大島町は、人的被害・全半壊家屋ともに生じなかった。地震発生後、自衛隊に出動要請が出され、翌15日から自衛隊による救援活動が行われた。
被害の多かった伊豆半島東部で目立ったのは、地滑り・崖崩れなどである。その中でも多くの命を奪ったのが、河津町見高入谷地区で発生した地滑りであった。長さ約300 m、幅は約200 m、高さ約30 mに及ぶ大規模な地滑りで、4世帯10戸が土砂に埋まり、7名が死亡した。河津町では県道（現・国道414号）を走行中だったバスに崖崩れが直撃し、乗客3名が死亡、8名が負傷した。その他にも落石や山崩れにより、各所で交通が遮断された。伊豆急行は1月30日にバスによる代行運転を再開し、6月14日に復旧工事が完了した。翌6月15日には伊豆急下田ー東京間で全線復旧臨時招待列車「あじさい号」を運転した。
これまでに例がなかった事故も発生した。天城湯ヶ島町の持越鉱山で廃液堆積貯水池の堰堤が崩壊し、猛毒のシアン化ナトリウムを含む廃水約10tが持越川に流出、狩野川を経て駿河湾に流れ込んだ。海水が汚染されたことで漁業に被害をもたらし、汚染地域の水を使う住民を不安に陥れた。事故が起きたのは、鉱山から鉱物を掘った後に出る鉱滓（こうさい）が原因だった。水抜きが不充分だったために地震の揺れで液状化現象を起こし、堰堤を破壊したものと見られている。
なお、断層も見つかっている。東伊豆町では伊豆急行線の稲取トンネル内を断層が横切った。変位量は最大で約1.2mであった。この断層は「稲取・大峯山断層」と呼ばれている。この他にも、10cm程度の変位量を示した副断層も見つかっているが、こちらは「根木の田断層」と呼ばれている。

### 津波
地震発生後、約5分で波高10cmから15cm第一波が到達した。気象庁は津波注意報を発表したが、大島町岡田地区で70cmを記録したのみで大きな被害はなかった。

## 前兆活動と余震
この地震では、前兆現象が数多く報告された。石廊崎の体積ひずみ計は、1977年12月3日から異常な縮み現象を観測し、12月19日網代の体積ひずみ計は伸びと縮みを観測していた。また、静岡県榛原郡御前崎町に設置されていた観測井（深さ500m）では水位変化を観測。

### 異常現象
地盤の伸縮、ラドン濃度、土地比抵抗、地下水位などの変動が、地震研究所、東大理学部、地質調査所などから報告されている。

### 前震
1月12日から体に感じない無感地震の発生が伊豆大島西方近海で始まり、1月14日8時2分頃から有感地震が増加した。9時45分と47分には、M5.2（最大震度4）を記録した。

### 余震
余震も多く、本震の直後には、100回を超える余震があった。翌日15日午前7時31分の最大余震（M5.8）、及び同日午前7時36分のM5.6の余震では、伊豆半島に被害を生じた。また、これら二つの余震は本震の右横ずれ断層と異なり、左横ずれ断層であった。

## その他

### 地理条件
「伊豆の道路は路肩が弱い」というのは、ドライバーの間でよくいわれることであるが、伊豆半島は、地震に弱い特性を持つ第三紀層と火山岩で形成されており、地滑りなどを起こしやすい。実際に国道135号トモロ岬においてトンネル前後を崩落によって阻まれ取り残された車両が存在する。
それに加えて、陸地が海に向かって一気に落ち込む険しい地形など自然災害が起きる条件がそろっているといえる。これは、1974年（昭和49年）に南伊豆で発生した伊豆半島沖地震でも指摘されていたことであった。

### 情報混乱の発生
この地震から4日後の1978年1月18日、地震予知連絡会関東部会が示した見解を元に、静岡県知事名で「今後マグニチュード6クラスの余震が起こりうる」という内容の余震情報が、県の災害対策本部から各市町村の消防本部や出先機関、インフラ業者等に伝えられた。その際、地震予知連絡会が示した「今後数日以内に」という文言が「（予測が）外れたら困る」との理由で削除された。
この情報伝達の旨は同日13時40分頃、県知事の記者クラブ会見によっても発表され、県内の放送局で14時台にニュース速報されたほか、各市町村の防災行政無線および広報車のスピーカーや、安全確認のため各家庭を巡回していた県プロパンガス協会・県LPガス卸売協議会の加盟業者によっても口頭で伝えられた。特にこの口伝えによる情報伝達の過程で、余震発生の予測時期が抜けたことに起因する、「今日大きな余震が来る」という内容の間違った情報の流布が発生した。のちの未来工学研究所・東京大学新聞研究所の合同調査によれば、人々の口から口へ伝わるうちに、発生時期が「2時間後から4時間後」「午後4時から午後6時の間」となり、また「マグニチュード6」が「震度6」にすり替わってしまい、真偽を求めた住民の電話問い合わせが静岡県庁に約1000件、静岡放送に約600件殺到した。
事態を重く見た県庁は16時30分、不安を払拭するために「落ち着いて行動してください」という旨の知事談話を発表し、最初の情報同様の伝達経路を用いて混乱の収拾に努めた。のちにこの混乱は「情報パニック」と報じられたが、「パニック」と評価できる程度の大きな混乱ではなかったと評価する意見もある。